# Zeche Christian
Die Zeche Christian ist ein ehemaliges Steinkohlenbergwerk in Aplerbeck. Das Bergwerk befand sich an dessen nördlichem Rand. Es war auch unter dem Namen Zeche Christian bei Aplerbeck bekannt.

## Geschichte

### Die Anfänge
Am 23. März des Jahres 1765 wurde eine Mutung auf ein Grubenfeld in Aplerbeck im Amt Unna eingelegt. Als Muter traten auf die Gewerken Christian Vahlefeld und Hermann Grote. Die beiden Muter begehrten ein Feld mit der Größe einer Fundgrube und fünf Maaßen. Geplant war, einen Stollen von der Emscher in nördlicher Richtung aufzufahren. Dabei sollten mehrere Flöze durch Querschläge angefahren und abgebaut werden. Den Mutern war bekannt, dass bereits einige der Flöze ohne Stollen durch Kohlengräberei abgebaut worden waren. Außerdem beabsichtigten die beiden Gewerken, in westlicher Richtung einen Stollen aufzufahren, der tiefer als der Bickefelder Stollen angesetzt werden sollte, um die darüber anstehenden Flözpartien abzubauen. Die Kohlenförderung wurde den beiden Mutern jedoch bis zur Inaugenscheinnahme nicht gestattet. Am 17. Mai desselben Jahres wurde das Feld durch den Bergvogt Rielcke in Augenschein genommen. Im Jahr 1768 wurde das Grubenfeld vermessen. Vermessen wurde ein Feld mit der Größe einer Fundgrube und vier Maaßen. Die Vermessungsgebühr wurde von Christian von Lünen bezahlt.

### Der Betrieb des Bergwerks
Im Jahr 1771 wurde das Bergwerk in Betrieb genommen. Am 15. April des Jahres 1771 waren als Gewerken Christian Vahlefeld, Johann Henrich Knolle, Bernhard Trapmann, Hermann Grote, Jürgen Grote, Andreas Grote, und Johann Dietrich Kötter in den Unterlagen vermerkt. Die Gewerken besaßen unterschiedlich hohe Anzahlen an Kuxen. Christian Vahlefeld war zugleich als Lehnsträger in den Unterlagen vermerkt. Die Rezeßgelder waren bezahlt worden, die Gewerken baten um Belehnung. Im Jahr 1774 erfolgte eine erneute Vermessung. Am 4. Mai des Jahres 1777 erfolgte die Verleihung der Berechtsame. Im Jahr 1786 war das Bergwerk zunächst noch in Betrieb, später wurde es außer Betrieb genommen. In den Jahren 1806 bis 1826 wurden acht Anträge zur Wiederinbetriebnahme gestellt. Jedoch wurden alle diese Anträge von der Bergbehörde abgelehnt. Dem neunten Antrag wurde dann stattgegeben. Am 8. Juli des Jahres 1819 wurde die Verleihung erneuert, es wurden die Längenfelder Christian Nr. 1, Christian Nr. 2 und Christian Nr. 3 verliehen. Im Juni des Jahres 1826 wurde das Bergwerk wieder in Betrieb genommen. Es wurde eine Sohlengrundstrecke aufgefahren und mit dem Abbau begonnen. Im Jahr 1829 wurde der Schacht Bernhard in Förderung genommen. Der Schacht hatte eine Teufe von zehn Lachtern und reichte bis zur Stollensohle. In diesem Jahr waren zehn Bergleute auf dem Bergwerk beschäftigt. Im Jahr darauf waren die Schächte Bernhard und Chaße' in Betrieb. Es wurde eine Förderung von 3300 preußischen Tonnen erbracht. In den Jahren 1830 bis 1839 wurden vier Anträge für das Anlegen eines Tiefbaus eingereicht. Alle vier Anträge wurden von der Bergbehörde abgelehnt. Die Bergbehörde begründete ihre Ablehnungen damit, dass der Romberger Erbstollen zur Zeit aufgefahren würde. Ab Oktober des Jahres 1832 wurden nur Versuchsarbeiten durchgeführt. Am 12. Februar des Jahres 1833 wurde die Zeche Christian stillgelegt.

## Bilder

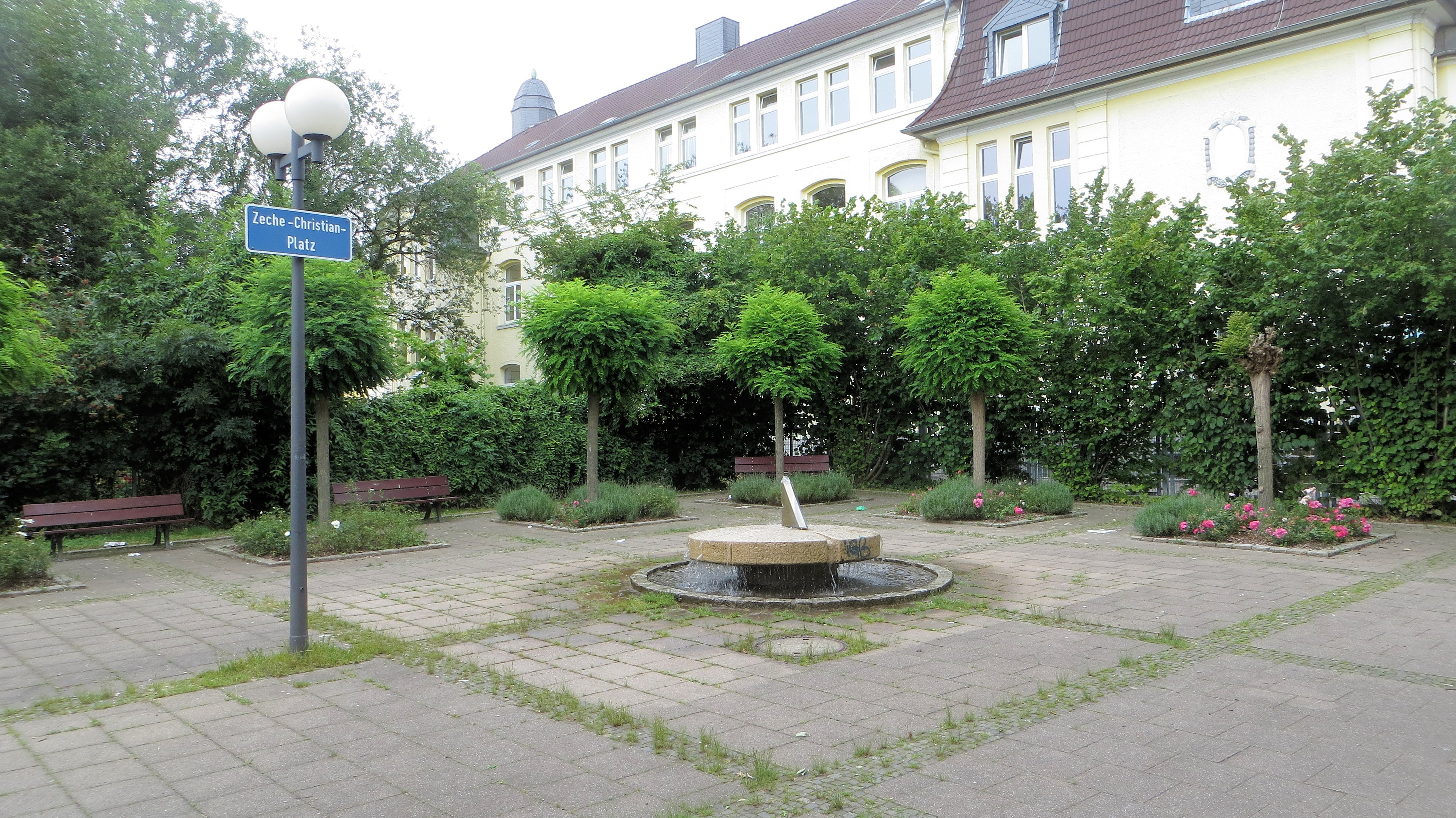
Zeche Christian Platz
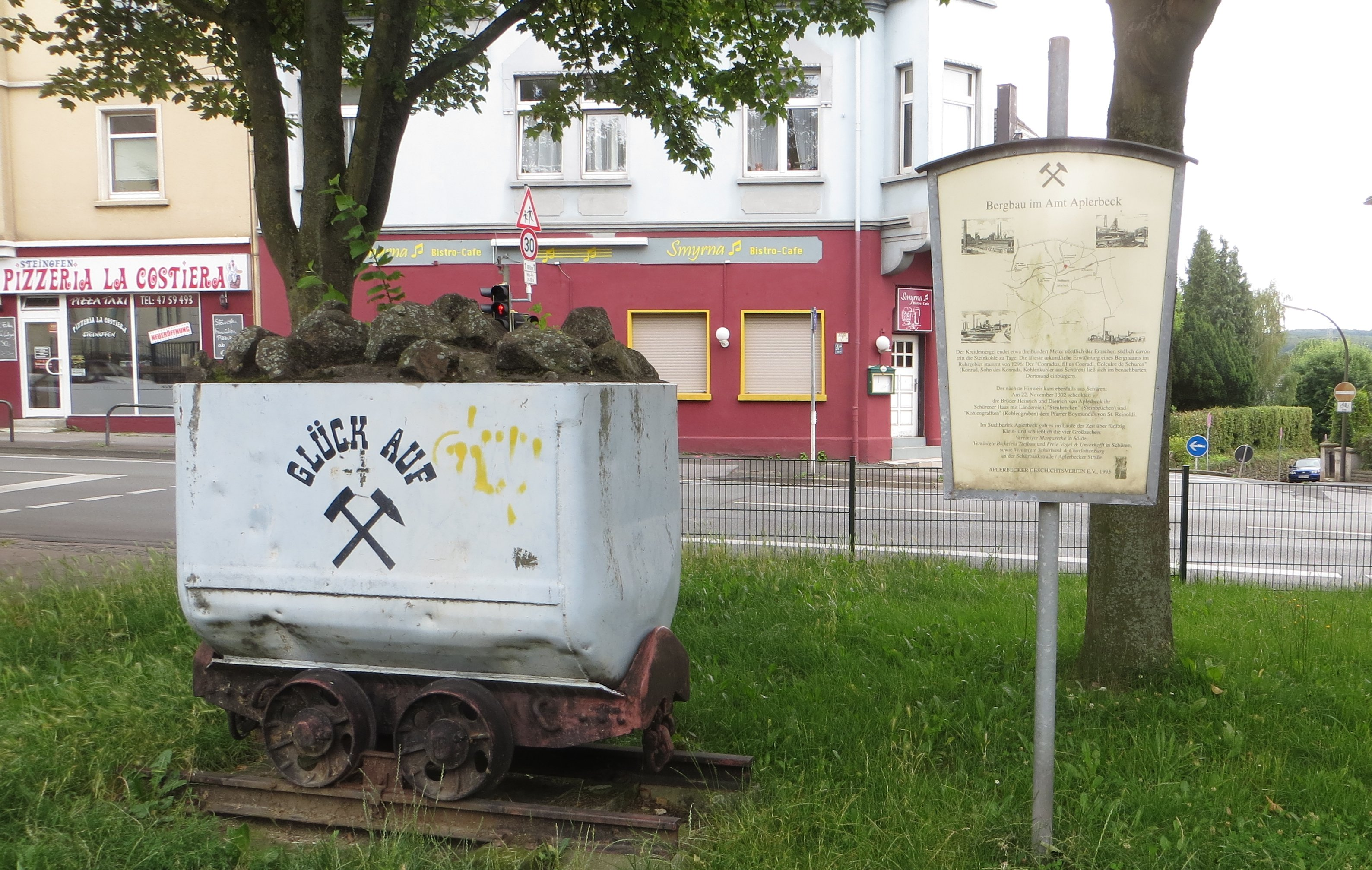
Bergbau in Aplerbeck